# Aeroportul Cincinnati Municipal Lunken
Aeroportul Cincinnati Municipal Lunken (IATA: LUK, ICAO: KLUK, FAA LID: LUK) este un aeroport din Ohio, Statele Unite ale Americii ce deservește zona Cincinnati. Aeroportul a fost tranzitat în 2019 de 55.728 de pasageri. A fost numit după zona deservită.
Situat la o altitudine de 147 m, aeroportul dispune de 3 piste. Este operat de Cincinnati Division of Aviation⁠(d).

## Infrastructură

### Piste
Aeroportul dispune de 3 piste: 
- pista 03L/21R din asfalt, cu dimensiunile 3.802 picioare × 100 picioare
- pista 03R/21L din asfalt, cu dimensiunile 6.101 picioare × 150 picioare
- pista 07/25 din asfalt, cu dimensiunile 5.128 picioare × 100 picioare